# Roger Lallemand
Roger Lallemand (ur. 17 stycznia 1932 w Quevaucamps, zm. 20 października 2016 w Saint-Gilles) – belgijski francuskojęzyczny polityk, prawnik i samorządowiec, parlamentarzysta, w 1988 przewodniczący Senatu.

## Życiorys
Ukończył filologię romańską na Université libre de Bruxelles, na tej samej uczelni doktoryzował się w zakresie prawa. Praktykował w zawodzie adwokata. Był działaczem LBDH, belgijskiej ligi obrony prawa człowieka. Pełnił funkcję dyrektora centrum socjologii literatury na ULB (1970–1973), wchodził też w skład rady dyrektorów tej uczelni. Należał do walońskiej Partii Socjalistycznej. Między 1979 a 1999 zasiadał w Senacie. Od 1985 (z przerwą w 1988) przewodniczył frakcji PS w izbie wyższej. Od marca do maja 1988 sprawował urząd przewodniczącego Senatu. Działał również w samorządzie lokalnym, od 1983 do 2006 był radnym miejskim w Ixelles. W latach 1985–1995 wchodził w skład rady wspólnoty francuskiej.
Odznaczony Legią Honorową III klasy (1991) oraz Krzyżem Wielkim Orderu Leopolda (1999). Uhonorowany tytułem ministra stanu (2002).